# Sara Whalen
Sara Whalen Hess (nascida Sara Eve Whalen), mais conhecida como Sara Whalen (Natick, 28 de abril de 1976), é uma futebolista estadunidense.